# Leucophenga stackelbergi
Leucophenga stackelbergi är en tvåvingeart som beskrevs av Oswald Duda 1934. Leucophenga stackelbergi ingår i släktet Leucophenga och familjen daggflugor. Inga underarter finns listade i Catalogue of Life.